# Jodrellia
Jodrellia é um género botânico pertencente à família Asphodelaceae.
1. ↑  «Jodrellia — World Flora Online». www.worldfloraonline.org. Consultado em 19 de agosto de 2020